# رزا ماریا ساردا
رُزا ماریا ساردا (کاتالونیایی: Rosa Maria Sardà؛ زادهٔ ۳۰ ژوئیهٔ ۱۹۴۱ – درگذشته ۱۱ ژوئن ۲۰۲۰) بازیگر، کمدین و مجری تلویزیون اهل اسپانیا بود.
از فیلم‌ها یا برنامه‌های تلویزیونی که وی در آن نقش داشته است، می‌توان به ملکه اسپانیا، همه‌چیز درباره مادرم، چشم‌هایم برای تو، دختر رؤیاهای شما، شاد، اما نه چندان زیاد و کیسه هوا اشاره کرد.
وی بابت هنرنمای‌هایش، برندهٔ جوایز گوناگونی همچون جایزه کرئو د سن ژردی شده است.